# Lernecopsis
Lernecopsis is een geslacht van rechtvleugeligen uit de familie krekels (Gryllidae). De wetenschappelijke naam van dit geslacht is voor het eerst geldig gepubliceerd in 1995 door de Mello.

## Soorten
Het geslacht Lernecopsis  is monotypisch en omvat slechts de volgende soort:
- Lernecopsis beto (de Mello, 1995)